# Ваврен
Вавре́н (фр. Wavrin) — коммуна на севере Франции, находится в регионе О-де-Франс, департамент Нор, округ Лилль, кантон Аннёллен, в 12 км к юго-западу от Лилля, в 4 км от национальной автомагистрали N41. В центре коммуны расположена железнодорожная станция Ваврен линии Лилль-Абвиль.
Население (2014) — 7 676 человек.

## Достопримечательности

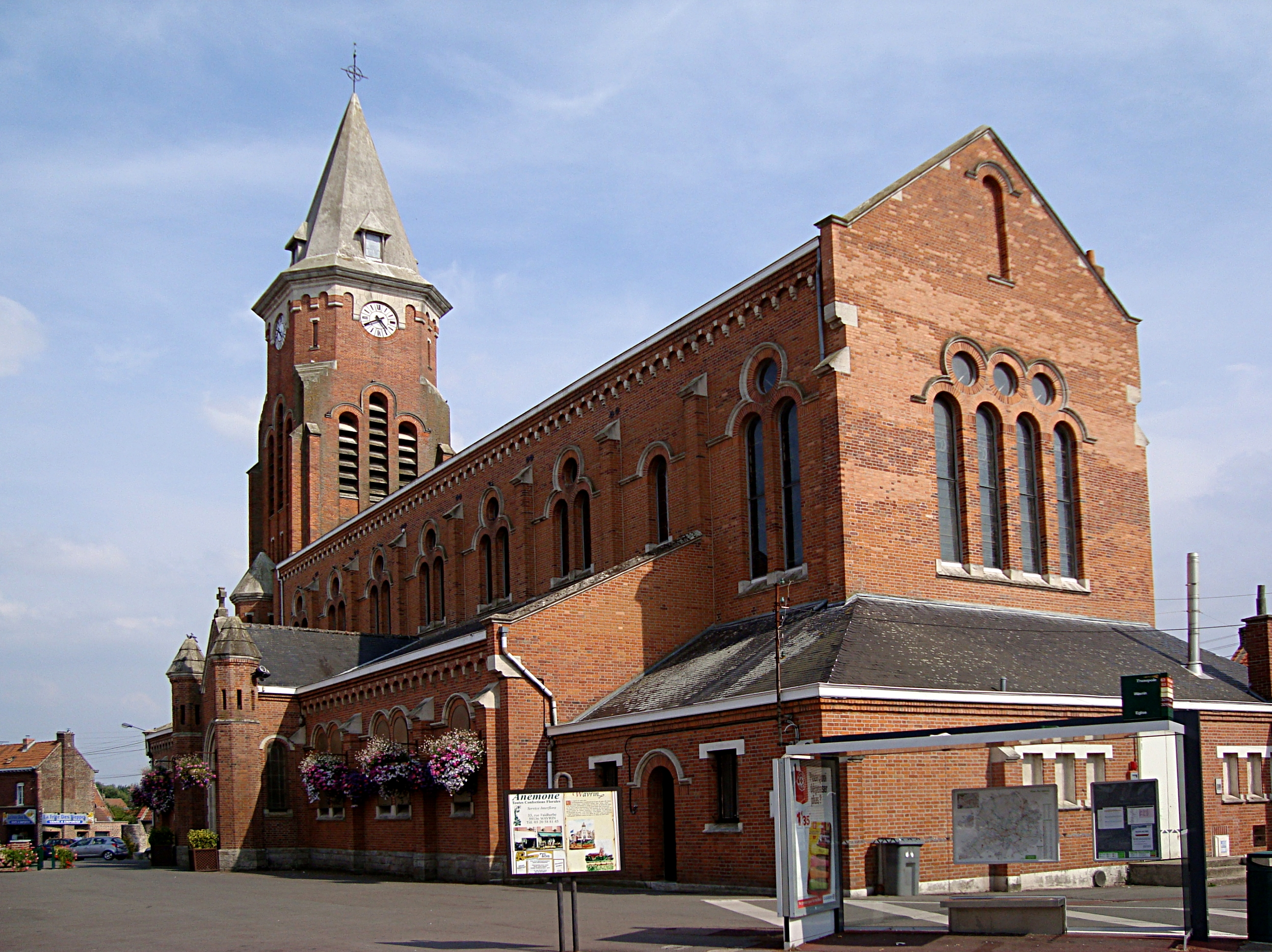
Церковь Святого Мартина
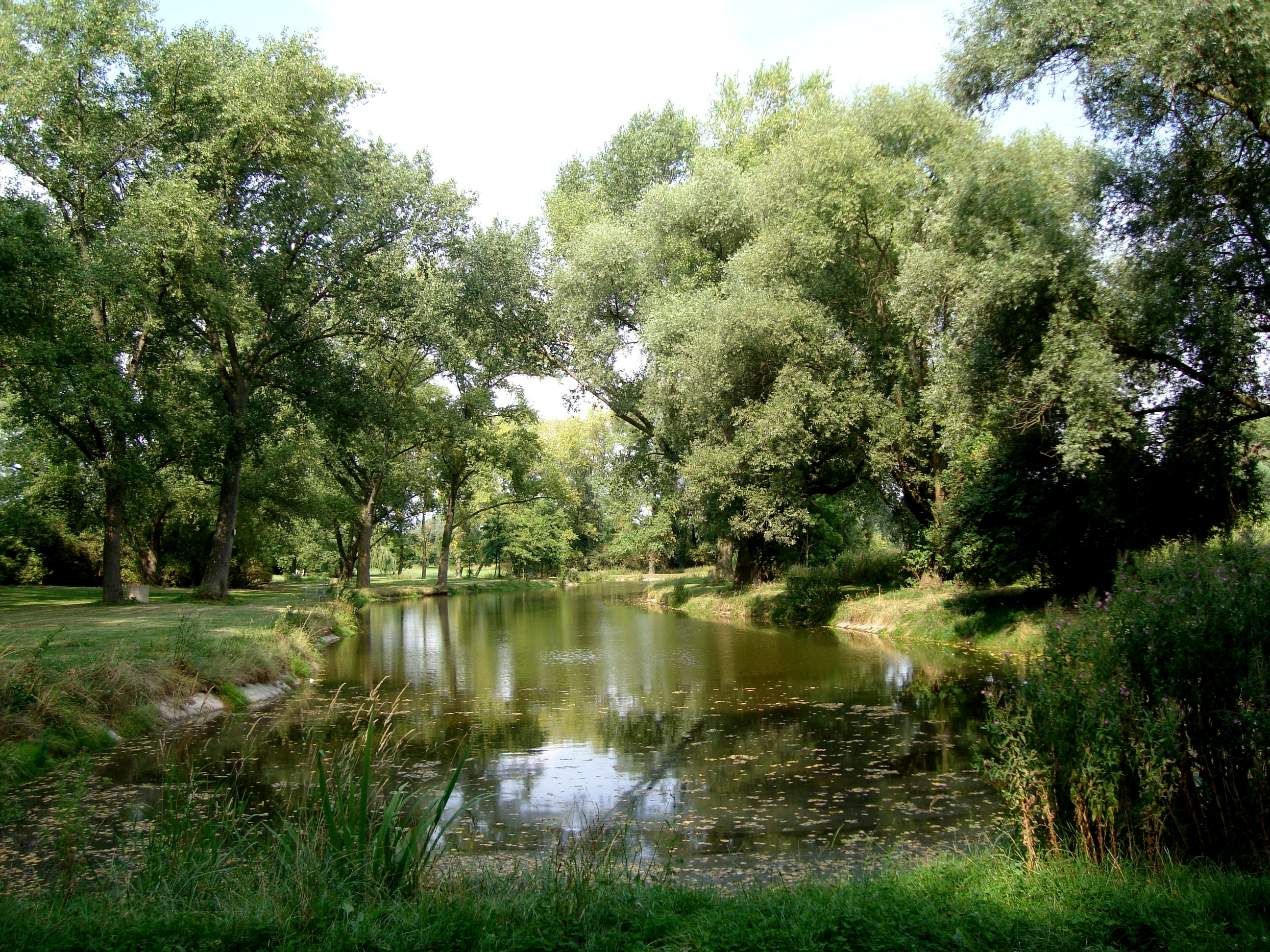
Природный парк Ла-Дёль

## Экономика
Структура занятости населения:
- сельское хозяйство — 2,2 %
- промышленность — 14,2 %
- строительство — 13,4 %
- торговля, транспорт и сфера услуг — 45,9 %
- государственные и муниципальные службы — 24,2 %

Уровень безработицы (2017) — 11,0 % (Франция в целом — 13,4 %, департамент Нор — 17,6 %). 

Среднегодовой доход на 1 человека, евро (2017) — 21 880 (Франция в целом — 21 110, департамент Нор — 19 490).

## Демография
Динамика численности населения, чел.

## Администрация
Администрацию Ваврена с 2014 года возглавляет Ален Блондо (Alain Blondeau). На муниципальных выборах 2020 года возглавляемый им правый список одержал победу, набрав в 1-м туре 74,89 % голосов.
| Период | Период | Фамилия            | Партия                                     | Примечания                                                                     |
| ------ | ------ | ------------------ | ------------------------------------------ | ------------------------------------------------------------------------------ |
| 1965   | 1982   | Адальбер Лепец     | Французская секция Рабочего интернационала |                                                                                |
| 1982   | 2012   | Бернар Давуан      | Социалистическая партия                    | учитель, член Генерального совета департамента, депутат Национального собрания |
| 2012   | 2014   | Ромуальд Менегатти | Социалистическая партия                    |                                                                                |
| 2014   |        | Ален Блондо        | Разные правые                              | бывший работник компании La Redoute                                            |